# ويليام هاميلتون جيبسون
ويليام هاميلتون جيبسون (بالإنجليزية: William Hamilton Gibson)‏ هو عالم نبات أمريكي، ولد في 5 أكتوبر 1850 في ساندي هوك في الولايات المتحدة، وتوفي في 16 يوليو 1896 بسبب سكتة.

## وصلات خارجية
- ويليام جيبسون على موقع الموسوعة البريطانية (الإنجليزية)